# 格林威尔 (南卡罗来纳州)
格林威尔（英文：Greeleyville），是美国南卡罗来纳州下属的一座城市。城市类型是“Town”。其面积大约为1.22平方英里（3.17平方公里）。根据2010年美国人口普查，该市有人口438人，人口密度约为每平方 英里358.14人（约合每平方公里138.28人）。